# Hiranagar
Hiranagar è una città dell'India di 7.879 abitanti, situata nel distretto di Kathua, nel territorio del Jammu e Kashmir. In base al numero di abitanti la città rientra nella classe V (da 5.000 a 9.999 persone).

## Geografia fisica
La città è situata a 32° 27' 0 N e 75° 16' 0 E e ha un'altitudine di 307 m s.l.m..

## Società

### Evoluzione demografica
Al censimento del 2001 la popolazione di Hiranagar assommava a 7.879 persone, delle quali 4.425 maschi e 3.454 femmine. I bambini di età inferiore o uguale ai sei anni assommavano a 939, dei quali 537 maschi e 402 femmine. Infine, coloro che erano in grado di saper almeno leggere e scrivere erano 5.755, dei quali 3.522 maschi e 2.233 femmine.